# Zion y Lennox

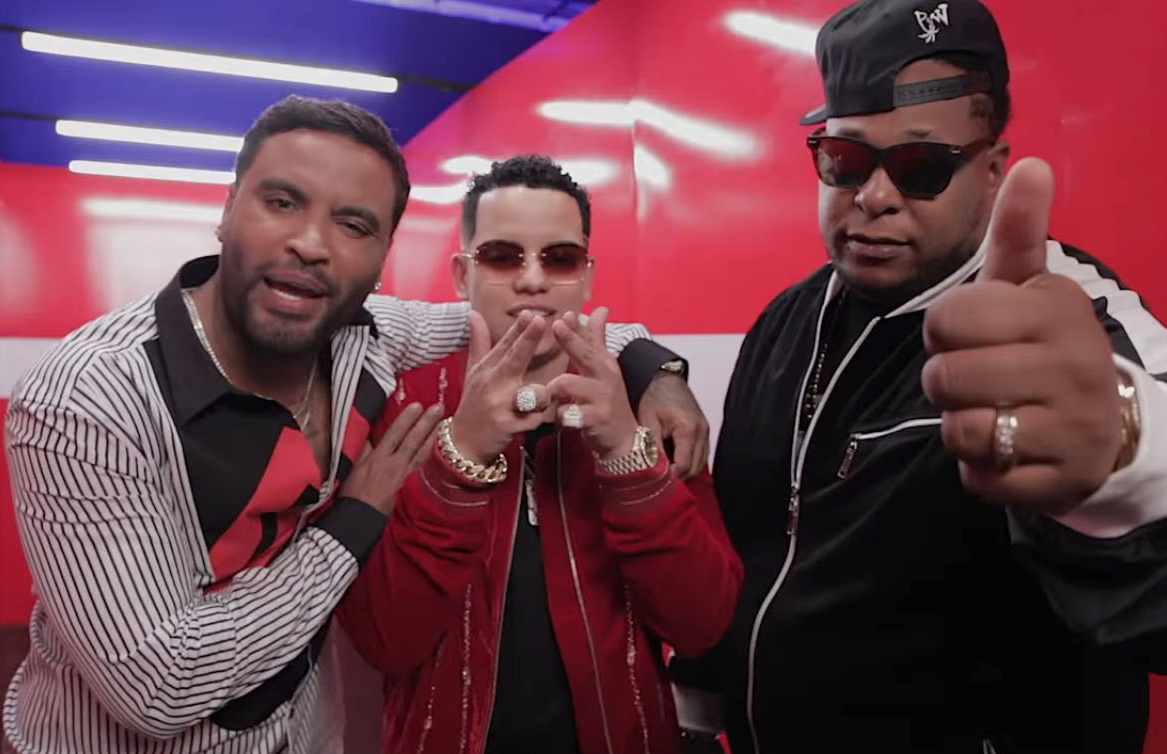
Zion & Lennox mit J Álvarez

Zion y Lennox ist ein Reggaetón-Duo aus Puerto Rico. Es besteht aus den Musikern Félix Órtiz (Zion) und Gabriel Pizarro (Lennox).

## Karriere
Nachdem Órtiz und Pizarro sich 1998 erstmals trafen und gemeinsame musikalische Interessen erkannten, schlossen sie sich im Jahr 2002 als das Duo Zion y Lennox zusammen. Sie stammen aus der puerto-ricanischen Stadt Carolina.
Mit ¿Que vas a hacer? erschien 2003 ihre Debüt-Single. Als bisher erfolgreichstes Album galt Motivando a la yal.
Im Jahr 2006 trennte sich das Duo und ging von nun an getrennte Wege. Auf der Zusammenstellung Los RompeDiscotecas von Jay-Z und Héctor ‚El Father’ war dann ein Duett von Zion mit dem Neuling „De La Ghetto“ zu hören. Bereits vor diesem Album sang er das Stück Alocate für das Mixtape Luny Tunes pres. Los Benjamins. Lennox veröffentlichte im August 2006 sein erstes Mixtape, Los Mero Meros, zu welchem auch Zion einen Song beisteuerte.
2008 schlossen sich die Musiker wieder zusammen und veröffentlichten das Album Pasado, Presente y Futuro, unter anderem ist der Song Boom Bomm auf diesem Album zu finden. Eines ihrer ersten Konzerte als Duo nach der Wiedervereinigung fand im Rahmen der Reggaeton Rotation Party in Frankfurt statt.
2016 nahmen sie gemeinsam mit Enrique Iglesias und Descemer Bueno das Lied Súbeme La Radio auf, das sich im Jahr 2017 mit der wachsenden Popularität um den Latin-Pop-Stil zu einem Welterfolg entwickelte.

## Diskografie

### Studioalben
| Jahr | Titel Musiklabel                                 | Höchstplatzierung, Gesamtwochen, AuszeichnungChartplatzierungen (Jahr, Titel, Musiklabel, Platzierungen, Wochen, Auszeichnungen, Anmerkungen) | Höchstplatzierung, Gesamtwochen, AuszeichnungChartplatzierungen (Jahr, Titel, Musiklabel, Platzierungen, Wochen, Auszeichnungen, Anmerkungen) | Anmerkungen                              |
| Jahr | Titel Musiklabel                                 | US | Latin | Anmerkungen                              |
| ---- | ------------------------------------------------ | --- | --- | ---------------------------------------- |
| 2004 | Motivando a la yal Baby Records                  | — | Latin32 (2 Wo.)Latin | Erstveröffentlichung: 4. Mai 2004        |
| 2005 | Motivando a la yal: Special Edition Baby Records | — | Latin10 (16 Wo.)Latin | Erstveröffentlichung: 7. Juni 2005       |
| 2010 | Los Verdaderos Pina Records                      | — | Latin10 (8 Wo.)Latin | Erstveröffentlichung: 10. November 2010  |
| 2016 | Motivan2 Warner Music Latina                     | US155 (1 Wo.)US | Latin1 Platin · (74 Wo.)Latin | Erstveröffentlichung: 16. September 2016 |
| 2021 | El sistema Warner Music Latina                   | — | Latin50 (1 Wo.)Latin | Erstveröffentlichung: 22. Juli 2021      |

Weitere Studioalben
- 2002: Los matadores del genero

### Mixtapes
- 2009: Pa La Calle: Pasado, Presente y Futuro
- 2014: Los Diamantes Negros

### Singles
| Jahr | Titel Album                                                  | Höchstplatzierung, Gesamtwochen, AuszeichnungChartplatzierungen (Jahr, Titel, Album, Platzierungen, Wochen, Auszeichnungen, Anmerkungen) | Höchstplatzierung, Gesamtwochen, AuszeichnungChartplatzierungen (Jahr, Titel, Album, Platzierungen, Wochen, Auszeichnungen, Anmerkungen) | Höchstplatzierung, Gesamtwochen, AuszeichnungChartplatzierungen (Jahr, Titel, Album, Platzierungen, Wochen, Auszeichnungen, Anmerkungen) | Anmerkungen                                                                        |
| Jahr | Titel Album                                                  | CH | Latin | ES | Anmerkungen                                                                        |
| --- | ------------------------------------------------------------ | --- | --- | --- | ---------------------------------------------------------------------------------- |
| 2004 | Doncella Motivando a la yal                                  | — | Latin23 (20 Wo.)Latin | — | Erstveröffentlichung: 4. März 2004                                                 |
| 2005 | Don’t Stop Motivando a la yal: Special Edition               | — | Latin30 (12 Wo.)Latin | — | Erstveröffentlichung: 2005                                                         |
| 2010 | Como Curar Los Verdaderos                                    | — | Latin30 (12 Wo.)Latin | — | Erstveröffentlichung: 17. August 2010                                              |
| 2010 | Hoy Lo Siento Los Verdaderos                                 | — | Latin49 (1 Wo.)Latin | — | Erstveröffentlichung: 2. November 2010 feat. Tony Dize                             |
| 2012 | Diosa de Los Corazones La Fórmula                            | — | Latin4 Gold · (20 Wo.)Latin | — | Erstveröffentlichung: 20. August 2012 mit Arcángel, Lobo, RKM & Ken-Y              |
| 2014 | La Botella –                                                 | — | Latin31 (10 Wo.)Latin | — | Erstveröffentlichung: 10. April 2014                                               |
| 2014 | Falling In Love The King Is Back (#LatinIBIZAte)             | — | — | ES18 (14 Wo.)ES | Erstveröffentlichung: 12. Mai 2014 Juan Magán                                      |
| 2014 | Pierdo La Cabeza –                                           | — | Latin9 ×3Dreifachplatin · (26 Wo.)Latin                                                                                                  | ES70 Gold · (31 Wo.)ES | Erstveröffentlichung: 4. November 2014                                             |
| 2016 | Ganas de Ti Melodias de Oro                                  | — | Latin31 (17 Wo.)Latin | — | mit Santana de Golden Boy                                                          |
| 2016 | Embriagame Motivan2                                          | — | Latin11 (26 Wo.)Latin | ES56 Platin · (43 Wo.)ES | Erstveröffentlichung: 5. Februar 2016                                              |
| 2016 | Otra Vez Motivan2                                            | — | Latin5 (31 Wo.)Latin | ES7 ×5Fünffachplatin · (65 Wo.)ES | Erstveröffentlichung: 5. August 2016 feat. J Balvin                                |
| 2016 | Te Quiero Pa’ Mi King of Kings 10th Anniversary (Remastered) | — | Latin12 (26 Wo.)Latin | ES19 ×2Doppelplatin · (40 Wo.)ES | Erstveröffentlichung: 11. November 2016 mit Don Omar                               |
| 2017 | Mi Tesoro Motivan2                                           | — | Latin26 (20 Wo.)Latin | ES68 Gold · (34 Wo.)ES | Erstveröffentlichung: 30. Juni 2017 feat. Nicky Jam                                |
| 2018 | La player (Bandolera) –                                      | — | Latin12 (25 Wo.)Latin | ES18 ×3Dreifachplatin · (36 Wo.)ES | Erstveröffentlichung: 23. Februar 2018                                             |
| 2018 | Hola –                                                       | — | Latin20 (20 Wo.)Latin | — | Erstveröffentlichung: 31. August 2018                                              |
| 2019 | Pa olvidarte (Remix) –                                       | — | Latin— ×3DreifachplatinLatin | ES66 Gold · (8 Wo.)ES | Erstveröffentlichung: 1. Februar 2019 mit ChocQuibTown, Farruko & Manuel Turizo    |
| 2019 | Llégale Se Te Dejas Llevar                                   | — | — | ES41 Platin · (12 Wo.)ES | Erstveröffentlichung: 29. März 2019 mit Lunay                                      |
| 2019 | Guayo –                                                      | — | Latin50 (1 Wo.)Latin | ES47 (6 Wo.)ES | Erstveröffentlichung: 17. Mai 2019 mit Anuel AA & Haze                             |
| 2019 | B11 –                                                        | — | Latin40 (1 Wo.)Latin | ES29 ×2Doppelplatin · (25 Wo.)ES | Erstveröffentlichung: 18. September 2019 mit Rvssian, Darell & Myke Towers         |
| 2019 | Mi error (Remix) Sauce Boyz                                  | — | Latin— PlatinLatin | ES100 Platin · (1 Wo.)ES | Erstveröffentlichung: 18. November 2019 mit Eladio Carrión, Wisin & Yandel & Lunay |
| 2020 | Bésame –                                                     | — | Latin25 ×2Doppelplatin · (13 Wo.)Latin                                                                                                   | — | Erstveröffentlichung: 19. Juni 2020 mit Play N Skillz & Daddy Yankee               |
| Folgende Lieder erschienen nicht als Single, wurden aber durch das Album zum Download und Streaming bereitgestellt und konnten somit eine Platzierung erlangen: |                                                              | | | |                                                                                    |
| |                                                              | | | |                                                                                    |
| 2006 | Cuánto tengo que esperar MVP 2: The Grand Slam               | — | Latin35 (6 Wo.)Latin | — |                                                                                    |
| 2020 | Química Afrodisiaco                                          | — | — | ES88 Gold · (1 Wo.)ES | mit Rauw Alejandro, Mr. Naisgai & the Martinez                                     |

Weitere Singles
- 2003: Que vas hacer
- 2003: Hay algo en ti
- 2003: Me pones en tensión
- 2003: Te hago el amor
- 2003: Baila conmigo
- 2003: Baila pa’ mí
- 2003: Tu movimiento me excita
- 2003: Esa nena
- 2003: Tu cuerpo deseo
- 2003: Quiero tocarte
- 2004: No pierdas tiempo
- 2004: No me compares
- 2004: No dejes que se muera
- 2004: Aquí estoy yo
- 2004: No tengas miedo (feat. Noriega)
- 2004: Ella me mintio (feat. Ro-K & Gammy)
- 2005: Me arrepiento
- 2005: Es mejor olvidarlo (feat. Baby Ranks)
- 2005: Ibas caminando
- 2005: Aguántate (feat. Johnny Prez)
- 2005: Me dirijo a ella
- 2006: La noche es larga
- 2007: Una cita
- 2008: Latinas (feat. Elephant Man)
- 2008: Seré yo (Remix)
- 2008: Boom boom
- 2008: Invisible (feat. Erre XI)
- 2008: Ten paciencia (Remix)
- 2008: Siempre esta Dios (feat. Yari)
- 2008: Sentir (feat. Guelo Star)
- 2008: Tu me confundes (feat. Charlie Cruz)
- 2008: Boom boom (Remix) (feat. Alexis & Fido)
- 2009: De inmediato
- 2009: Vamos en serio (feat. Yaga & Mackie)
- 2009: Tiemblo (Remix) (feat. Baby Rasta & Gringo)
- 2009: Ahora es que es
- 2009: Dime baby (feat. Fusion Mobb)
- 2009: Con una sonrisa (feat. O.G Black & Guayo „El Bandido“)
- 2009: Ella me motiva (feat. Arcangel)
- 2009: Amor genuino
- 2009: Colora (feat. J-King & Maximan)
- 2009: Angeles & demonios (feat. Syko „El Terror“)
- 2009: Fuiste tu
- 2009: Me atrae
- 2009: Se le voy a dar
- 2009: Hagamos el amor part. 2
- 2009: Daña party
- 2009: Mujeriego
- 2009: Tengo que decir
- 2009: Amor genuino (feat. De La Ghetto)
- 2010: Si te gusta (feat. Onyx „Creacion Divina“)
- 2010: La Española
- 2010: Momentos
- 2010: Tu ta’ buena (feat. Vakero)
- 2012: Cantazo (feat. Yomo)
- 2013: Kamasutra (feat. El Poeta Callejero)
- 2019: Pomposo (Remix) (mit El Alfa, Jowell & Randy, Yomel el Meloso, Shadow Blow & Bulova, ES: Gold)
- 2020: All Night
- 2020: Te Mueves (mit Natti Natasha)

### Gastbeiträge
| Jahr | Titel Album                                    | Höchstplatzierung, Gesamtwochen, AuszeichnungChartplatzierungen (Jahr, Titel, Album, Platzierungen, Wochen, Auszeichnungen, Anmerkungen) | Höchstplatzierung, Gesamtwochen, AuszeichnungChartplatzierungen (Jahr, Titel, Album, Platzierungen, Wochen, Auszeichnungen, Anmerkungen) | Höchstplatzierung, Gesamtwochen, AuszeichnungChartplatzierungen (Jahr, Titel, Album, Platzierungen, Wochen, Auszeichnungen, Anmerkungen) | Höchstplatzierung, Gesamtwochen, AuszeichnungChartplatzierungen (Jahr, Titel, Album, Platzierungen, Wochen, Auszeichnungen, Anmerkungen) | Höchstplatzierung, Gesamtwochen, AuszeichnungChartplatzierungen (Jahr, Titel, Album, Platzierungen, Wochen, Auszeichnungen, Anmerkungen) | Höchstplatzierung, Gesamtwochen, AuszeichnungChartplatzierungen (Jahr, Titel, Album, Platzierungen, Wochen, Auszeichnungen, Anmerkungen) | Anmerkungen                                                                                         |
| Jahr | Titel Album                                    | DE | AT | CH | US | Latin | ES | Anmerkungen                                                                                         |
| --- | ---------------------------------------------- | --- | --- | --- | --- | --- | --- | --------------------------------------------------------------------------------------------------- |
| 2009 | Mi Cama Huele A Ti El Patrón                   | — | — | — | — | Latin6 (20 Wo.)Latin | — | Erstveröffentlichung: 3. März 2009 Tito „El Bambino“ El Parton feat. Zion y Lennox                  |
| 2014 | Como Antes Alta Jerarquía                      | — | — | — | — | Latin20 (14 Wo.)Latin | — | Tito „El Bambino“ El Parton feat. Zion y Lennox                                                     |
| 2016 | Sola (Remix) Real hasta la muerte: The Mixtape | — | — | — | — | Latin34 ×7Siebenfachplatin · (20 Wo.)Latin                                                                                               | ES— ×2DoppelplatinES | Erstveröffentlichung: 1. Dezember 2016 Anuel AA feat. Daddy Yankee, Wisin, Farruko & Zion y Lennox  |
| 2017 | Qué Gano Olvidándote Des/Amor                  | — | — | — | — | Latin32 Gold · (20 Wo.)Latin | ES58 Gold · (23 Wo.)ES | Erstveröffentlichung: 14. Januar 2017                                                               |
| 2017 | Súbeme la Radio Final                          | DE15 Platin · (29 Wo.)DE | AT7 Platin · (28 Wo.)AT | CH3 ×4Vierfachplatin · (39 Wo.)CH | US81 (9 Wo.)US | Latin2 ×4Vierfachplatin · (28 Wo.)Latin                                                                                                  | ES2 ×5Fünffachplatin · (30 Wo.)ES | Erstveröffentlichung: 24. Februar 2017 Enrique Iglesias feat. Zion y Lennox & Descemer Bueno        |
| 2018 | No quiero amarte Realidad                      | — | — | — | — | Latin48 Platin · (3 Wo.)Latin | ES42 Platin · (30 Wo.)ES | Erstveröffentlichung: 20. April 2018 Justin Quiles feat. Zion y Lennox                              |
| 2018 | No es justo Vibras                             | — | — | — | — | Latin10 (26 Wo.)Latin | ES5 ×3Dreifachplatin · (40 Wo.)ES | Erstveröffentlichung: 11. Mai 2018 J Balvin feat. Zion y Lennox                                     |
| 2021 | Loco La Última Promesa                         | — | — | — | — | Latin13 ×3Dreifachplatin · (20 Wo.)Latin                                                                                                 | ES4 ×7Siebenfachplatin · (73 Wo.)ES | Erstveröffentlichung: 13. Mai 2021 Justin Quiles feat. Chimbala & Zion y Lennox                     |
| Folgende Lieder erschienen nicht als Single, wurden aber durch das Album zum Download und Streaming bereitgestellt und konnten somit eine Platzierung erlangen: |                                                | | | | | | | |
| |                                                | | | | | | | |
| 2006 | Tu Principe Barrio fino                        | — | — | — | — | Latin35 (2 Wo.)Latin | ES— GoldES | Daddy Yankee feat. Zion y Lennox                                                                    |
| 2006 | Agarrale El Pantalon The Pitbulls              | — | — | — | — | Latin36 (2 Wo.)Latin | — | Alexis & Fido feat. Zion y Lennox                                                                   |
| 2019 | Uniforme The Academy                           | — | — | — | — | — | ES91 (1 Wo.)ES | Rich Music LTD, Sech & Dalex feat. Justin Quiles, Lenny Tavárez, Feid, De La Ghetto & Zion y Lennox |
| 2020 | Más de una cita Las que no iban a salir        | — | — | — | — | Latin15 ×3Dreifachplatin · (4 Wo.)Latin                                                                                                  | ES3 Platin · (9 Wo.)ES | Charteinstieg: 14. Mai 2020 Bad Bunny feat. Zion y Lennox                                           |
| 2022 | La Pasamos CXBRXN Sixdo                        | — | — | — | — | — | ES57 Gold · (7 Wo.)ES | Feid feat. Zion y Lennox                                                                            |
| 2022 | Yo voy Motivando a la yal                      | DE— aDE | — | CH65 (9 Wo.)CH | — | Latin12 (27 Wo.)Latin | ES— PlatinES | feat. Daddy Yankee                                                                                  |

Weitere Gastbeiträge
- 2013: Deseo (Wisin & Yandel feat. Zion y Lennox, US: Gold (Latin))
- 2020: Dulcecitos (Piso 21 feat. Zion y Lennox, US: Gold (Latin))

## Auszeichnungen für Musikverkäufe
| Goldene Schallplatte - Chile - 2017: für die Single Te Quiero Pa’ Mi - Frankreich - 2024: für die Single Loco - Mexiko - 2018: für das Album Motivan2 - 2023: für die Single Súbeme la Radio - Portugal - 2022: für die Single Otra Vez - Spanien - 2024: für das Lied Egoista (Latin) - 2024: für das Lied Solita Platin-Schallplatte - Belgien - 2017: für die Single Súbeme la Radio - Brasilien - 2019: für die Single No es justo - Chile - 2018: für die Single No es justo - 2022: für die Single Otra Vez - Dänemark - 2020: für die Single Súbeme la Radio - Italien - 2018: für die Single Otra Vez - 2023: für das Lied Yo voy - Mexiko - 2025: für die Single Mi error (Remix) - Norwegen - 2018: für die Single Súbeme la Radio - Portugal - 2017: für die Single Súbeme la Radio 2× Platin-Schallplatte - Italien - 2023: für die Single Loco - Kanada - 2021: für die Single Súbeme la Radio - Schweden - 2017: für die Single Súbeme la Radio | 3× Platin-Schallplatte - Brasilien - 2022: für die Single Súbeme la Radio - Kolumbien - 2016: für die Single Otra Vez 4× Platin-Schallplatte - Polen - 2020: für die Single Súbeme la Radio - Vereinigte Staaten - 2018: für das Lied Egoista (Latin) 5× Platin-Schallplatte - Italien - 2018: für die Single Súbeme la Radio - Vereinigte Staaten - 2023: für das Lied Solita (Latin) Diamantene Schallplatte - Chile - 2020: für die Single La player (Bandolera) - Frankreich - 2022: für die Single Súbeme la Radio - Mexiko - 2023: für die Single Súbeme la Radio - 2023: für die Single Qué Gano Olvidándote |

Anmerkung: Auszeichnungen in Ländern aus den Charttabellen bzw. Chartboxen sind in ebendiesen zu finden.
| Land/RegionAuszeichnungen für Musikverkäufe (Land/Region, Auszeichnungen, Verkäufe, Quellen) | Gold       | Platin         | Diamant     | Verkäufe  | Quellen              |
| -------------------------------------------------------------------------------------------- | ---------- | -------------- | ----------- | --------- | -------------------- |
| Belgien (BRMA)                                                                               | —          | Platin1        | —           | 20.000    | ultratop.be          |
| Brasilien (PMB)                                                                              | —          | 4× Platin4     | —           | 160.000   | pro-musicabr.org.br  |
| Chile (IFPI)                                                                                 | Gold1      | 2× Platin2     | Diamant1    | 760.000   | profovi.cl           |
| Dänemark (IFPI)                                                                              | —          | Platin1        | —           | 90.000    | ifpi.dk              |
| Deutschland (BVMI)                                                                           | —          | Platin1        | —           | 400.000   | musikindustrie.de    |
| Frankreich (SNEP)                                                                            | Gold1      | —              | Diamant1    | 433.333   | snepmusique.com      |
| Italien (FIMI)                                                                               | —          | 9× Platin9     | —           | 600.000   | fimi.it              |
| Kanada (MC)                                                                                  | —          | 2× Platin2     | —           | 160.000   | musiccanada.com      |
| Kolumbien (ASINCOL)                                                                          | —          | 3× Platin3     | —           | 60.000    | Einzelnachweise      |
| Mexiko (AMPROFON)                                                                            | 2× Gold2   | Platin1        | 2× Diamant2 | 720.000   | amprofon.com.mx      |
| Norwegen (IFPI)                                                                              | —          | Platin1        | —           | 60.000    | ifpi.no              |
| Österreich (IFPI)                                                                            | —          | Platin1        | —           | 30.000    | ifpi.at              |
| Polen (ZPAV)                                                                                 | —          | 4× Platin4     | —           | 80.000    | olis.pl              |
| Portugal (AFP)                                                                               | Gold1      | Platin1        | —           | 15.000    | Einzelnachweise      |
| Schweden (IFPI)                                                                              | —          | 2× Platin2     | —           | 80.000    | sverigetopplistan.se |
| Schweiz (IFPI)                                                                               | —          | 4× Platin4     | —           | 80.000    | hitparade.ch         |
| Spanien (Promusicae)                                                                         | 10× Gold10 | 35× Platin35   | —           | 2.090.000 | elportaldemusica.es  |
| Vereinigte Staaten (RIAA)                                                                    | 4× Gold4   | 37× Platin37   | —           | 2.340.000 | riaa.com             |
| Insgesamt                                                                                    | 19× Gold19 | 109× Platin109 | 4× Diamant4 |           |                      |